# 藤堂夏央
藤堂 夏央（とうどう なつお、4月1日-）は、コバルト文庫その他で活躍中の小説家。主にボーイズラブ作品を中心に活動している。牡羊座、O型。
京都の某私立大学を卒業後、高校講師などの職を経て作家に。
全六巻（本編五巻＋番外編一巻）で発売中の『あさぎ色の風』は人気の高い土方歳三・沖田総司を主役とし、江戸から沖田病没までの約六年間を壮絶と綴って時代ファンからも熱い支持を受けた。
作者はのち隻腕の美男子と称えられる伊庭八郎も好きなようで、土方との交友説を上手く使い絶妙なキャラクターとして登場させている。

## 作品リスト
- ラスト・メッセージ　シリーズ（集英社コバルト文庫、挿絵:氷栗優）
  - あさぎ色の迷宮
  - オンディーヌの囁き
  - ユダの刻印
  - 恋ぞ積もりて
  - 冷たい灼熱
  - 裏切りのプリマドンナ
  - この命、尽きるまで
- アヌビスは微笑む（上・下）（集英社コバルト文庫、挿絵:浅見侑）
- ルナティック・ラブ　シリーズ（集英社コバルト文庫、挿絵:立野真琴）
  - 立ち待ちの月
  - 臥し待ちの月
- あさぎ色の風　シリーズ（集英社コバルト文庫、挿絵:雪舟薫）
  - あさぎ色の風
  - きざはし
  - くれない
  - たまゆら
  - とこしえ
  - うたかた（番外編）
- 海神の彼方へ（上・下）（集英社コバルト文庫、挿絵:氷栗優）
- 永遠のレジェンド（集英社コバルト文庫、挿絵:禾田みちる）